# Svoboda (1929−1936)
Svoboda je bila izobraževalna revija istoimenske socialnodemokratske zveze kulturnih društev.
Revijo je ustanovila socialnodemokratska zveza kulturnih društev Svoboda in je izhajala v letih 1929−1936. Kot mesečnik je izhajala v Ljubljani, njen urednik pa je bil Josip Ošlak. Revija je nasledila mesečnik marksistične združene organizacije Pod lipo (1924-1928) in pomenila nadaljevanje prejšnih, zaradi finančnih težav kratkotrajnih društvenih periodičnih publikacij Svoboda (1919-1920); Kres (1921-1923); Svoboda (1925-1927). Namenjena je bila vzgoji delavske mladine v duhu proletarske solidarnosti in revolucionarnega socializma. Objavljala je programske članke in komentarje o mednarodnem dogajanju, posebej delavskem gibanju, ter poročila o društvenem življenju v posmeznih odsekih. Veliko prostora je bilo namenjeno tudi leposlovnim, večinoma socialno angažiranim prispevkom domačih avtorjev, med katerimi so bili tudi Angelo Cerkvenik, Tone Čufar, Mile Klopčič, Tone Seliškar in drugi, še več pa prevodom, zlasti iz ruske, nemške in francoske literature. 